# Gerald Coetzee
Gerald Coetzee (* 2. Oktober 2000 in Bloemfontein, Südafrika) ist ein südafrikanischer Cricketspieler, der seit 2023 für die südafrikanische Nationalmannschaft spielt.

## Kindheit und Ausbildung
Coetzee spielte für Südafrika bei der ICC U19-Cricket-Weltmeisterschaft 2018 und 2020.

## Aktive Karriere
Sein First-Class-Debüt gab er für die Knights im nationalen südafrikanischen Cricket im Oktober 2019. Bei der Indian Premier League 2021 wurde er als Ersatz für Liam Livingstone von den Rajasthan Royals verpflichtet. Sein Debüt in der Nationalmannschaft gab er im Februar 2023 bei der Tour gegen die West Indies, bei der er seine ersten Test und ODI absolvierte. Im zweiten Test der Serie erreichte er jeweils drei Wickets in den beiden Innings (3/41 und 3/37) und in seinem ersten ODI 3 Wickets für 57 Runs. Im August gab er sein Debüt im Twenty20-Cricket gegen Australien. Auch wurde er für den Cricket World Cup 2023 nominiert.